# Wilhelmine Reichard

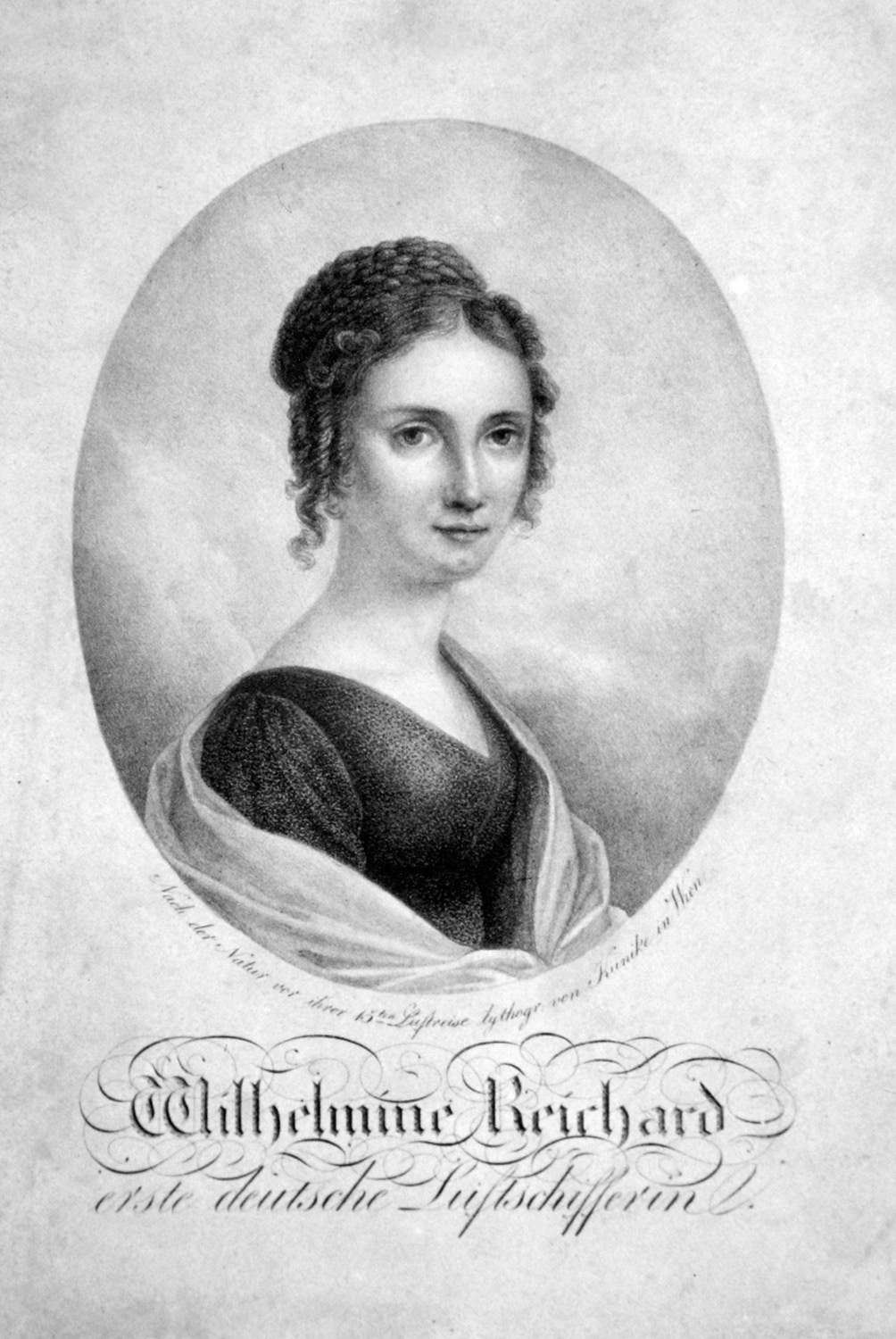
Wilhelmine Reichard, Lithografie von Adolf Kunike, etwa 1820

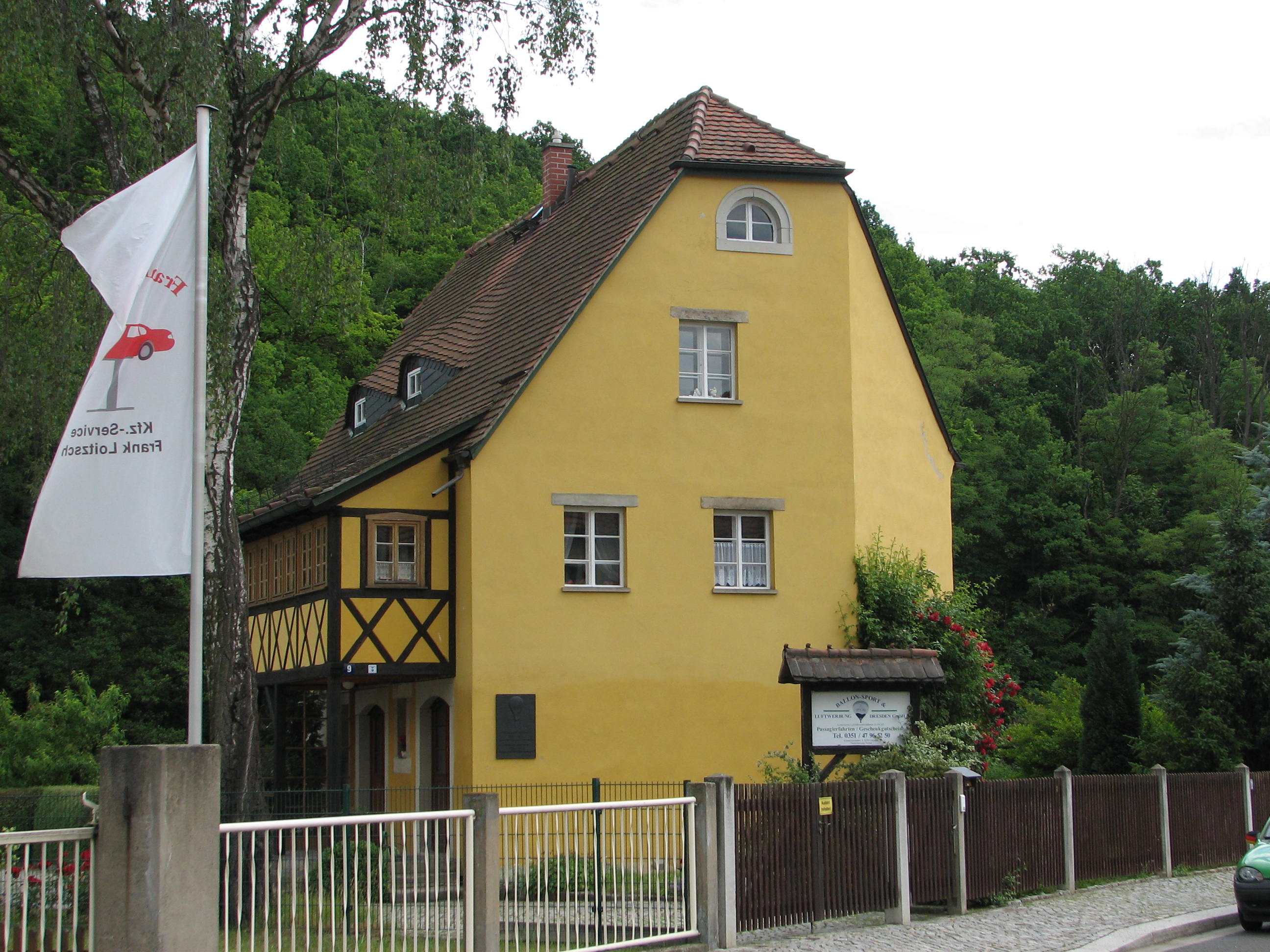
Wilhelmine Reichards Wohnhaus in Döhlen

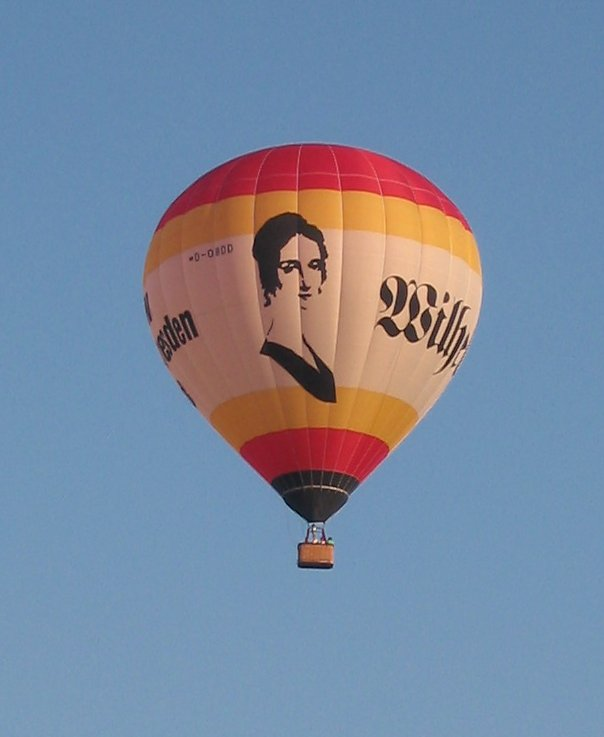
Heißluftballon D-OBDD Wilhelmine Reichard in Fahrt über Dresden

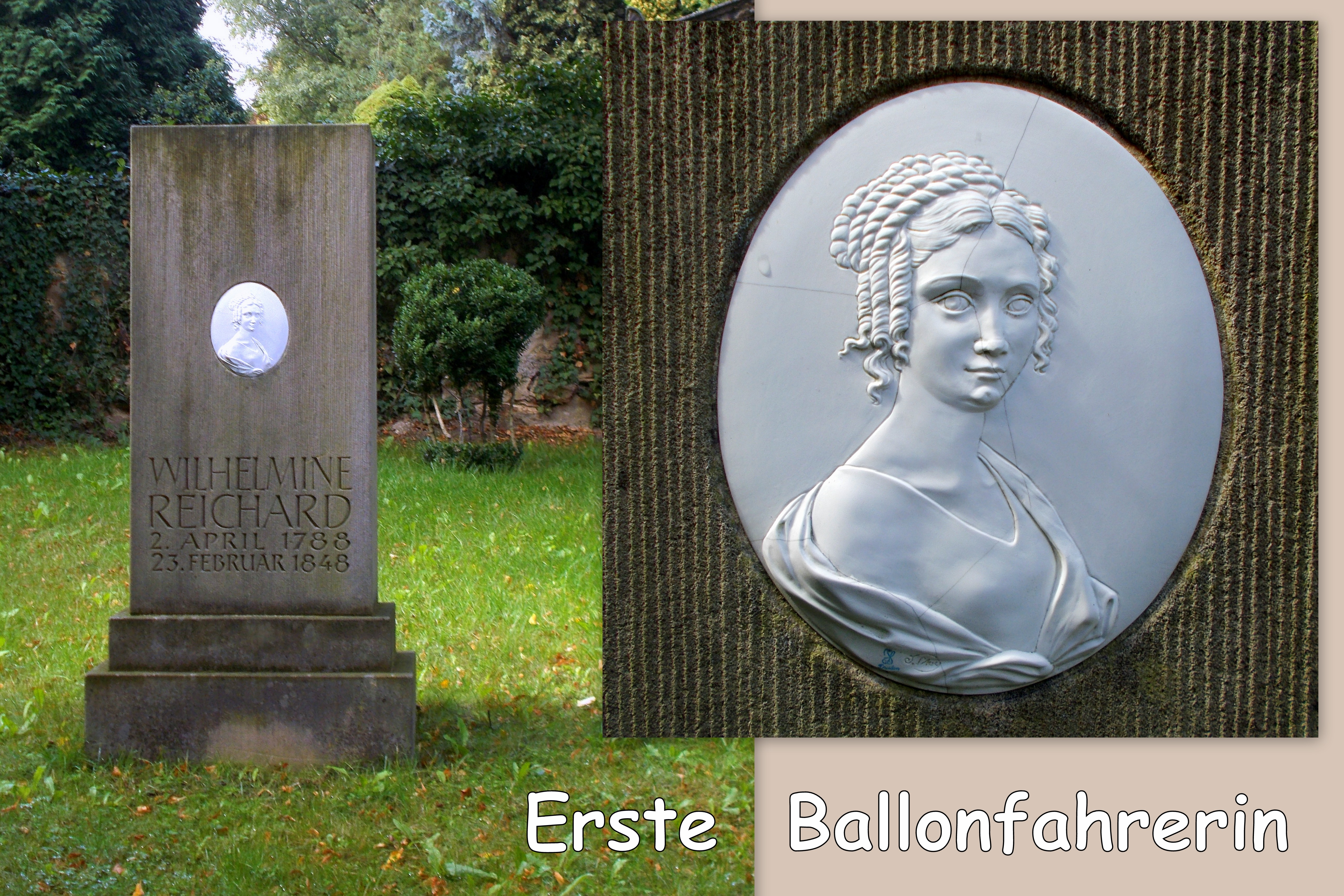
Grabmal der ersten Ballonfahrerin Wilhelmine Reichard auf dem Friedhof Döhlen

Johanne Wilhelmine Siegmundine „Minna“ Reichard, geborene Schmidt (* 2. April 1788 in Braunschweig; † 23. Februar 1848 in Döhlen, bekannt als Wilhelmine Reichard) war die erste Ballonfahrerin Deutschlands.

## Leben
Wilhelmine Schmidt, genannt Minna, war die Tochter eines herzoglich Braunschweigischen Mundschenks. Kindheit und Jugend verlebte sie in Braunschweig. 1806 heiratete sie den Ballonfahrer Gottfried Reichard (1786–1844), der zu diesem Zeitpunkt in Braunschweig Privatunterricht in Physik gab. Sie hatten acht gemeinsame Kinder.

## Luftfahrt
Beide Ehepartner teilten die Leidenschaft für die Luftschifffahrt und bauten zusammen einen (ersten) Gasballon, mit dem sie 1810 gemeinsam in Berlin starteten.
Am 16. April 1811 unternahm sie von Berlin aus ihre erste Alleinfahrt in einem Ballon, wobei sie eine Höhe von 16.000 Fuß (entspricht rund 5.000 m) erreichte und innerhalb von 1 ½ Stunden eine Strecke von 4 ½ Meilen (etwa 33 km) zurücklegte. Am 6. Mai folgte ebenfalls von Berlin aus die zweite Fahrt, die während eines starken Gewitters stattfand (Dauer 17 Minuten, 1 ½ Meilen ca. 11 km, Höhe 7.000 Fuß ca. 2.100 m).
Am 30. September 1811 folgte die dritte Ballonfahrt von Dresden aus. Sie erreichte dabei eine von ihr durch Barometermessung ermittelte Höhe von 24.000 Fuß (etwa 7.800 m). Bei dieser Ballonfahrt stieg sie dabei so hoch, dass sie wegen Sauerstoffmangels bewusstlos wurde.  Als sie nach ungefähr 50 Minuten 6 ½ Meilen (ca. 10,5 km) zurückgelegt hatte, stürzte sie aus dem durch die zweite Fahrt beschädigten Ballon ab und landete bei Saupsdorf in einem Gebüsch. Wie durch ein Wunder überlebte sie, und an der Absturzstelle wurde ein Denkmal errichtet. Der Ballon stieg nach dem Unfall noch etwa 3.000 Fuß weiter auf, bevor er zerplatzte.
Erst nach fünf Jahren nahm sie die Ballonfahrten wieder auf, 1816 hatte ihr Ehemann einen neuen Ballon gebaut. Sie wurden bewusst professionell ausgerichtet und kommerziell genutzt. Trotz mehrerer Bruchlandungen unternahm sie diese von allen größeren deutschen Städten aus. So fuhr sie am 9. August 1818 von Braunschweig aus über Wolfenbüttel in Richtung Asse und Harz. Schließlich wurde sie in Richtung Königslutter abgetrieben und landete bei Lehre. Am 31. Mai 1820 fand in Prag unter den Augen von Kaiser Franz I. von Österreich der 14. Ballonflug statt. Im Juli und August 1820 unternahm sie die Ballonfahrten 15 und 16 im Wiener Prater.
Bis 1820 führte sie 17 Fahrten aus, davon 14 ab 1816, die sie auch zu wissenschaftlichen Zwecken nutzte. Als wissenschaftliche Mitarbeiterin ihres Gatten war sie auch auf dem Gebiet der Chemie tätig. Sie führte unter anderem Wetterbeobachtungen und Temperaturmessungen durch. Ihre letzte Fahrt fand zum zehnten Oktoberfest in München statt.
Abgesehen davon, dass sie die erste deutsche Ballonfahrerin war, gingen drei Fahrten als Rekorde in die damalige Geschichte ein: Die dritte Ballonfahrt 1811 von Dresden aus mit dem Höhenrekord von ca. 7.800 Metern, die vierte Ballonfahrt von Berlin aus nach Fürstenwalde als Zielfahrt mit der Rekordlänge von 3,5 Stunden Dauer in der Luft und die fünfte Fahrt von Hamburg aus, ebenfalls 1816, mit der Rekordweite von ca. 225 Kilometern.

## Leben und Lebensende
1814 übersiedelte sie nach Döhlen, wo sie bis zu ihrem Tode in der Grenzstraße 9, heute Reichardstraße 9, wohnte. Mit ihrem Ehemann hat sie sieben Kinder (von acht) großgezogen, bei ihrem ersten Start 1811 war sie bereits zweifache, bei ihrem Wiederstart 1816 bereits vierfache Mutter.
Das Geld, das sie mit ihren Ballonfahrten verdiente, investierte sie in die 1821 gekaufte chemische Fabrik ihres Ehemannes. Nach dessen Tod 1844 führte sie diese noch vier Jahre bis zu ihrem eigenen Tod weiter. Sie starb 1848 an einem Schlaganfall. Ihre Grabstätte befindet sich auf dem Friedhof Döhlen.
Söhne von ihr führten nach beider Tod die Chemiefabrik noch fünfzig Jahre erfolgreich weiter. Ihr Enkel Otto Reichard starb allerdings 1891 bei einem Betriebsunfall. Das Werk wurde 1894 durch die Hinterbliebenen verkauft und dann durch den Übernehmer geschlossen.

## Werk
Am 19. September 1818 erschien Wilhelmine Reichards Beschreibung ihrer Erlebnisse als Luftschifferin im Braunschweigischen Magazin unter dem Titel Geschichte meiner Luftreise.

## Ehrungen

Ballonfahrt Oktoberfest München 1820

- Reichard diente Karl May möglicherweise als ein Vorbild für seine Figur Wanda. Im IV. Kapitel der gleichnamigen Erzählung von 1875 verwertete May die turbulenten Ereignisse vom 30. September 1811.[9][10]
- 1978 gab die Deutsche Bundespost eine Jugendbriefmarke mit Reichards Ballonfahrt 1820 auf dem Münchener Oktoberfest aus.
- 1998 wurde anlässlich ihres 150. Todestages auf dem Friedhof von Freital-Döhlen auf ihrem Grab ein Gedenkstein errichtet.
- Ihr Wohnhaus in Freital-Döhlen wurde seit 1998 vom Dresdner Ballonfahrer Matthias Schütze mit Kofinanzierung der Gemeinde rekonstruiert. Am Wohnhaus befindet sich seitdem eine Gedenktafel für sie und ihren Mann. Die Straße an der das Wohnhaus liegt, ehemals „Grenzstraße“ wurde nach ihr und ihrem Mann auf Reichardstraße umbenannt.
- Ballonfahrer Matthias Schütze hat einen Ballon mit einem Brustbild von Wilhelmine Reichard gestalten lassen und bietet seit dem 200-Jahr-Jubiläum ihres Erstalleinflugs (2011) Publikumsfahrten mit diesem Ballon an. Wilhelmine Reichard D-OWIR, Ballonhöhe 21 m, Durchmesser 18 m, Hüllengröße 3398 m³, Hüllengewicht 138 kg, maximale Startmasse 1088 kg.[11][12]
- 2001 wurde anlässlich der Einweihung des neuen Terminals des Flughafens Dresden die vorbeiführende Straße als Wilhelmine-Reichard-Ring benannt.
- Seit 2003 gibt es ein Wohnviertel in Freital mit dem Namen von Wilhelmine Reichard. Dort befindet sich auch eine Gedenktafel von Frauenorte Sachsen.
- Am Wachberg bei Saupsdorf wurde am 30. September 2011 anlässlich des 200. Jahrestages ihrer dortigen Notlandung eine Gedenktafel enthüllt.[13]
- Auf dem Flugfeld in Böblingen und am ehemaligen Flugplatz Gatow im Fliegerviertel von Berlin-Spandau (hier seit 2011) sind ebenfalls Straßen nach ihr benannt.
- Am 19. September 2014 erhielt die Schule zur Lernförderung in Freital-Döhlen den Namen Wilhelmine-Reichard-Schule.[14]
- Im Münchener Stadtteil Lerchenau, im Frankfurter Stadtteil Bockenheim und im Industriepark Kassel wurden ebenfalls jeweils eine Straße nach ihr benannt.
- In Braunschweig wurde 2014 die Straßenbahn mit der Nummer 1452 auf den Namen Wilhelmine Reichard getauft.[15] Ebenfalls gibt es hier den Wilhelmine-Reichard-Weg.
- Im September 2021 wurde in der Reichardtstraße in Freital-Döhlen eine Gedenktafel von Frauenorte Sachsen eingeweiht.[16]